# Расмуссен, Мадс
Мадс Расмуссен (дат. Mads Reinholdt Rasmussen; 24 ноября 1981, остров Фальстер, Дания) — датский спортсмен, Олимпийский чемпион в академической гребле (лодка-парная двойка, лёгкий вес) 2012 года, бронзовый призёр игр 2008 года, участник игр 2004 года — 4 место в аналогичной дисциплине. Двукратный чемпион мира 2006 и 2007 годов. Большинства побед, включая Олимпийское золото и все звания чемпиона мира, выиграл вместе со своим соотечественником — Расмусом Квистом Хансеном.